# Ярославские ребята
«Ярославские ребята» — фольклорный коллектив, трио (два балалаечника и баянист), исполнявший юмористические и сатирические частушки на злобу дня, популярный в СССР в 1960-х — 1970-х годах. Ансамбль неоднократно выступал в программе «Голубой огонёк».

## Участники
Художественный руководитель — Александр Грачёв

### Первый состав
- Аленард Вихрев — баян, основной автор текстов
- Юрий Балашов
- Юрий Епифанов

### Другие участники
- Игорь Дмитриев
- Вадим Янов
- Сергей Воронин
- Сергей Каплин
- Вячеслав Кротов

## Премии и награды
- лауреат Всероссийского конкурса артистов эстрады (1968).
- лауреат III Всероссийского конкурса исполнителей народной песни (1985).

## Фильмография
- «Семь невест ефрейтора Збруева»
- «Весёлые ребята» («Фитиль № 126»)
- «Музыкальный эксперимент» («Фитиль № 134»)
- «Среди хлебов спелых»